# Rebecca Hull
Rebecca Hull coniugata Mahoney (Masterton, 25 agosto 1983) è un arbitro di rugby a 15 ed ex rugbista a 15 neozelandese, nota anche come Rebecca Mahoney.
Laureatasi due volte campionessa del mondo con le Black Ferns nel 2006 e 2010, dopo il ritiro dall'attività agonistica è divenuta arbitro internazionale.

## Biografia
Cresciuta nel villaggio rurale di Alfredton, trascorse un periodo in Inghilterra nella cui squadra under-20 fu convocata per un incontro con le pari età della Scozia; tornata in Nuova Zelanda, esordì nel 2004 nelle Black Ferns a Calgary, in Canada, contro gli Stati Uniti.
Nel 2005 fu tra le pre-convocate alla successiva Coppa del Mondo 2006, cui poi prese effettivamente parte laureandosi campionessa del mondo pur scendendo in campo in solo due incontri, uno solo dei quali da titolare.
Nel periodo tra le due Coppe del Mondo si sposò con Luke Mahoney ed ebbe due figlie oltre a curare l'azienda di allevamento di famiglia.
Fu quindi presente alla Coppa del Mondo 2010 in Inghilterra in cui si laureò campionessa per la seconda volta consecutiva; il suo ultimo incontro fu, ancora, in terra d'Albione contro le inglesi, un pareggio 8-8 nel dicembre 2011.
Fino al 2014 militò nella selezione provinciale di Manawatu, poi intraprese il tirocinio tecnico per diventare arbitro e nel 2015 conseguì l'abilitazione, dirigendo le sue prime gare nel campionato provinciale femminile e, a livello internazionale, quelle di rugby a 7.
Esordì in un test-match nel XV a Hong Kong nel corso delle qualificazioni alla Coppa del Mondo di rugby femminile 2017, quando diresse l'incontro tra le locali e la formazione del Giappone.
A settembre 2018 divenne la prima donna del suo Paese a dirigere un incontro di campionato maschile tra formazioni seniores; nel 2019 ha altresì diretto per la prima volta nel Sei Nazioni femminile, in occasione dell'incontro tra Scozia e Galles.

## Palmarès
- Coppe del mondo: 2
Nuova Zelanda: 2006, 2010